# Liou Cch’-sin
Liou Cch’-sin (čínsky pchin-jinem Liú Cíxīn, znaky zjednodušené 刘慈欣, tradiční 劉慈欣; * 23. června 1963) je čínský spisovatel science fiction. Devětkrát získal Galaxy Award (nejprestižnější žánrovou literární cenu v Číně), dále v roce 2015 získal cenu Hugo za svůj román Problém tří těles a v roce 2017 cenu Locus za román Vzpomínka na Zemi), stejně tak byl nominován na cenu Nebula. Zaměřuje se na tvorbu v subžánru hard science fiction.

## Život
Narodil se 23. června 1963 ve městě Jang-čchüan v provincii Šan-si. Jeho rodiče se živili prací v dole. Během nepokojů za Čínské kulturní revoluce byl poslán do bezpečí k příbuzným v Luo-šanu do provincie Che-nan. V roce 1988 promoval na Severeočínské univerzitě, a následně pracoval v elektrárně v provincii Šan-si jako IT technik.
Je ženatý a má dceru. Zajímavostí je, že ani jedna z nich jeho díla téměř nečte.
Zajímavostí je také, že se, alespoň podle rozhovoru v týdeníku The New Yorker (2019), odmítá vyjadřovat k politice, vyjma tvrzení, že demokratické zřízení není vhodné pro moderní Čínu, a podpory převýchovných táborů v Sin-ťiangu.

## Dílo
Jako autory, kteří ho nejvíc ovlivnili, uvádí Arthura C. Clarka a George Orwella. Díky svému románu China 2185 (1989) je označován za zakladatele čínského cyberpunku.
Jeho dosavadním nejznámějším dílem je trilogie Vzpomínka na Zemi sestávající ze tří knih - Problém tří těles, Temný les a Vzpomínka na Zemi. Český literární časopis A2 zařadil tuto trilogii mezi nejlepší světové prózy po roce 2000.
Filmová adaptace jeho povídky The Wandering Earth měla v Číně premiéru 5. února 2019 a stala se během pouhých dvou týdnů druhým nejvýdělečnějším čínským filmem všech dob.

### Romány
- China 2185 (中国2185) (1989)
- The Devil's Bricks (魔鬼积木) (2002)
- The Era of Supernova, Éra Supernovy (超新星纪元) (2003 originální vydání, 2020 česky Host)
- Kulový Blesk (球状闪电) (2004 originální vydání, 2019 česky)
- trilogie Vzpomínka na Zemi (v češtině vydáno u nakladatelství Host):
  - Problém tří těles (三体) (2007 originální vydání, 2017 česky)
  - Temný les (黑暗森林) (2008 originální vydání, 2017 česky)
  - Vzpomínka na Zemi (死神永生) (2010 originální vydání, 2018 česky)

### Povídky
- The Longest Fall (地球大炮) (1998)
- The Micro-Age (微纪元) (1998)
- The Whale's song (鲸歌) (1999)
- With Her Eyes (带上她的眼睛) (1999; nové vydání 2004)
- Inferno (地火) (2000)
- The Wandering Earth (流浪地球) (2000) - zfilmováno 2019 Netflix, Země na scestí
- The Rural Teacher (乡村教师) (2001)
- Full Spectrum Barrage Jamming (全频带阻塞干扰) (2001)
- Devourer (吞食者) (2002)
- The Glory and the Dream (光荣与梦想) (2003)
- Of Ants and Dinosaurs (白垩纪往事) (2003)
- The Wages of Humanity (赡养人类) (2005)
- Mountain (山) (2006)
- Migration across Time (时间移民) (2014)
- 2018 (2014)
- Sea of Dreams （梦之海） (2015)
- Weight Of Memories (人生) (2016)